# Otto Piringer
Otto Piringer (* 20. Februar 1874 in Broos; † 3. November 1950 ebenda) war ein rumäniendeutscher Pfarrer und Schriftsteller. Er entstammt der Volksgruppe der Landler, wurde jedoch vor allem bekannt durch seine Werke in siebenbürgisch-sächsischer Mundart.

## Leben

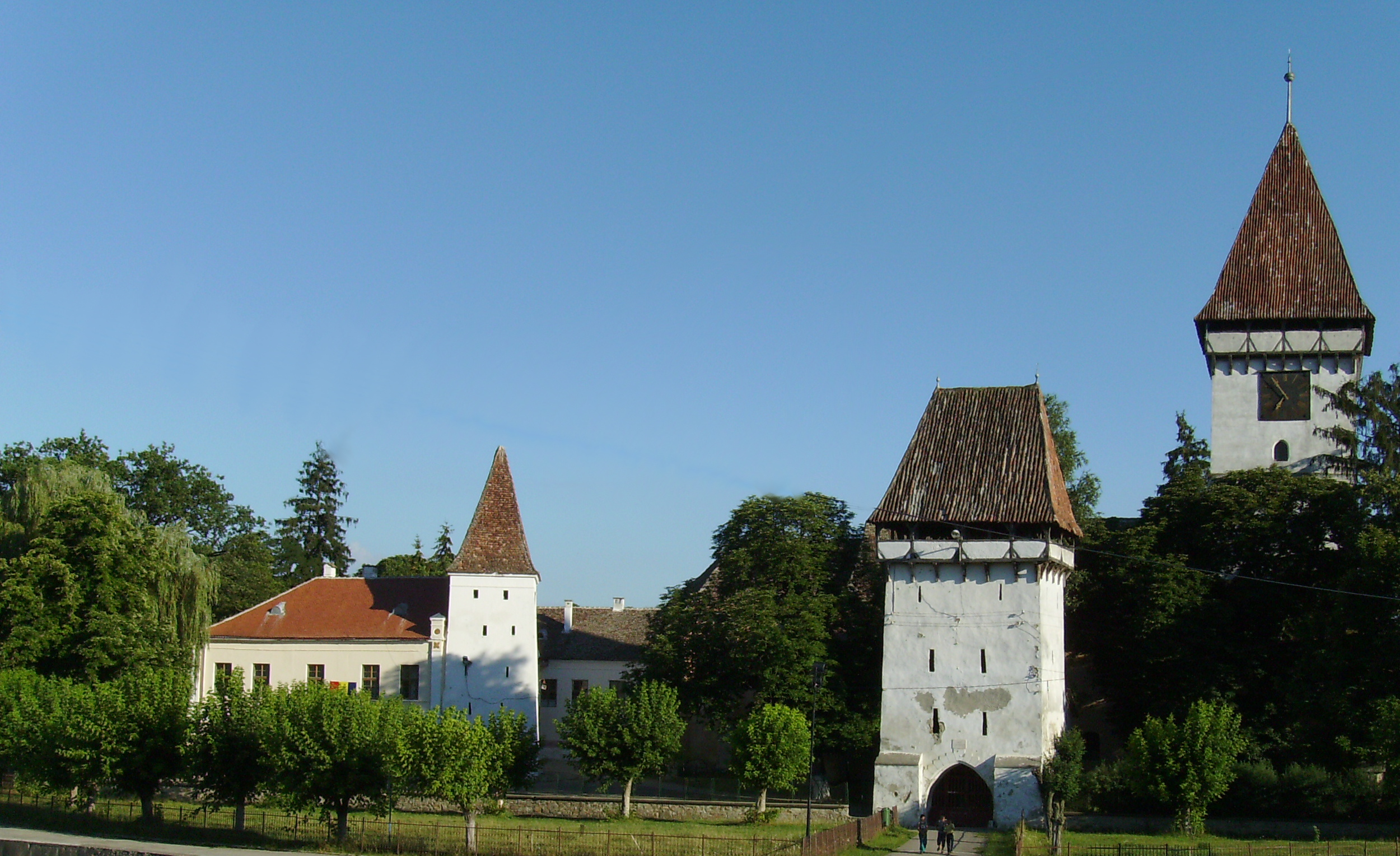
Die Kirchenburg von Agnetheln, links das Gebäude der alten Volksschule, heute Școala Generală Nr. 1

Er wurde 1874 in Broos (ung.: Szászváros, rum.: Orăștie) geboren, einer Stadt im Südwesten Siebenbürgens, das damals zum ungarischen Teil der österreichisch-ungarischen Doppelmonarchie gehörte. Seine Familie gehörte zur Volksgruppe der Landler, die im 18. Jahrhundert wegen ihres lutherischen Glaubens aus Österreich vertrieben und in Siebenbürgen angesiedelt wurden. Der Familienname Piringer geht auf Transmigranten aus dem heutigen Oberösterreich zurück. Die Mehrheit dieser österreichischen Protestanten siedelten sich in den drei „Landlerdörfern“ Neppendorf, Großau und Großpold an, wo sich ihre kulturelle Eigenart und ihre Sprache, das Landlerische, erhielt. Einzelne Landler siedelten sich jedoch auch in anderen Orten Siebenbürgens an, wo ihre Zahl geringer war und sie sich deshalb sprachlich und kulturell den Siebenbürger Sachsen anpassten, darunter die Familie von Otto Piringer.
Otto Piringer selbst verließ schon jung seine Heimatstadt und studierte Philologie und Theologie in Klausenburg. Im Zuge seines Studiums ging er auch nach Deutschland und besuchte die Universitäten in Marburg an der Lahn sowie in Berlin. Zurück in Siebenbürgen wurde er bereits als 22-Jähriger im Jahr 1896 zum Rektor der Höheren Volksschule in Agnetheln im Harbachtal gewählt, einer deutschsprachigen Schule, die von der evangelisch-lutherischen Landeskirche betrieben wurde. Im ländlichen Agnetheln zeigte er sich begeistert von dem dort noch praktizierten Brauchtum und der selbstverständlichen Verwendung der sächsischen Mundart. So setzte er sich für den Erhalt des jährlichen Urzellaufs ein. Das urbane sächsische Bürgertum hingegen glaubte damals ganz im Trend der Zeit, alte Zöpfe abschneiden zu müssen, um sich komplett dem Fortschritt hinzugeben. Als Schulrektor engagierte sich Piringer auch im sozialen Leben von Agnetheln. Um die Jugend aus den Gastwirtschaften zu holen, wo viel getrunken wurde, gründete er einen Musikverein mit einem Chor sowie zwei Turnvereine, einen für die Burschen und einen für die Mädchen. Wichtig war ihm bei diesen Vereinen auch die Gleichstellung aller Mitglieder, was in der damaligen stark durch Ständeunterschiede gegliederten sächsischen Gesellschaft keine Selbstverständlichkeit war. In Agnetheln lernte er auch seine spätere Frau kennen, Gusti Schuller, Tochter des Notars Martin Schuller. Im Jahr 1898 fand die Hochzeit statt. In Agnetheln kam auch das erste Kind, Hilde, zur Welt.
Nach sieben Jahren in Agnetheln wurde Piringer 1903 zum Pfarrer von Talmesch gewählt. Im Jahr 1906 bekam er die Pfarrstelle in Neustadt im Burzenland. 1913 wechselte er erneut und wurde nach Großpold berufen. Damit war er nun zum Pfarrer eines der drei Landlerdörfer geworden, ein Amt, das er zwölf Jahre innehaben sollte. In dieser Zeit begann auch seine schriftstellerische Tätigkeit. Er verfasste humoristische Mundartgedichte sowie volkserzieherische Texte. Schon sein Vorgänger als Großpolder Pfarrer, Ernst Thullner, der noch bis 1918 lebte, war ein bekannter sächsischer Mundartdichter und mag den jüngeren Piringer zum Schreiben in der siebenbürgisch-sächsischen Mundart inspiriert haben. Im Jahr 1915 wurde er von der Kaiserlichen Akademie der Wissenschaften in Wien ersucht, für das Bayrisch-österreichische Wörterbuch Textproben des Landlerischen einzuschicken. Piringer schrieb daraufhin einige landlerische Volkslieder auf und verfasste einige eigene Gedichte. Diese Texte sind im Archiv der Wörterbuchkommission in Wien erhalten und stellen wertvolle Quellen zur Erforschung des Landlerischen dar. Nach dem Ersten Weltkrieg, Siebenbürgen gehörte mittlerweile zum Königreich Rumänien, redigierte er den „Neuen Volkskalender“, der unter den Siebenbürger Sachsen weit verbreitet war.
Im Jahr 1922 heiratete seine Tochter Hilde den Germanisten Karl Bernhard Capesius, der auch als Schriftsteller bekannt wurde und wissenschaftliche Werke sowohl über das Siebenbürgisch-Sächsische wie über das Landlerische verfasste.
Im Jahr 1925 ging Piringer zurück in seine Heimatstadt Broos und wurde dort langjähriger Stadtpfarrer. Im Jahr 1934 wurde in einer großen Gedenkfeier dem 200. Jahrestag der Einwanderung der Landler gedacht, bei der er die Festpredigt hielt. In Broos blieb Otto Piringer bis zu seinem Lebensende. Er starb dort am 3. November 1950 an einem Schlaganfall.

## Literarisches Schaffen
Seinen thematischen Stoff bezog Piringer meist aus seinen Erlebnissen als Pfarrer. So beschrieb er in anekdotischen Erzählungen das Leben der bäuerlichen und kleinbürgerlichen Bevölkerung Siebenbürgens. Die Erfahrung als geübter Kanzelredner ermöglichte ihm einen schwungvollen Erzählstil. Seine lebensnahen Geschichten platzierte er jedoch meist an fiktive Orte, um nicht reale Personen dem Spott der Leser auszusetzen. In der überschaubaren siebenbürgisch-sächsischen Gesellschaft wusste jedoch die geübte Leserschaft trotzdem ziemlich genau, auf welche sozialen Phänomene Piringer mit seinen Schlussfolgerungen abzielte. In seinen Mundartgedichten verwendete er zuweilen auch drastische Ausdrücke, um die Wirkung der Pointen noch zu erhöhen.
Priniger war auch mit den anderen sächsischen Mundartdichtern seiner Zeit bekannt, darunter mit Schuster Dutz aus Mediasch und dem 1905 geborenen Karl Gustav Reich aus Hermannstadt.

## Werke

### Siebenbürgisch-Sächsisch
- Schärhibesker. Lastich Geschichten ä saksesche Reimen vun Otto Piringer, Gedrackt uch verlocht vu W. Krafft, Härmestadt 1921[4]
- Vum klene Piter uch senger Wält, Erzählungen, Hermannstadt: W. Krafft, 1926
- Der Mērenzīker - Schärrhībesker u. Līdcher, Hermannstadt: Krafft & Drotleff, 1937

### Landlerische Gedichte
(Auswahl)
- Na kemt tes, kemt tes? Dro mer kemen jo af enker Verlongen
- Nit loss di, eh!

### Standarddeutsch
- Bilder von der Generalkirchenvisitation im Unterwald; zum 80. Geburtstag S. Hochw. d. Herrn D. Dr. Friedrich Teutsch, Hermannstadt: Honterus-Buchdruckerei, 1932
- Der junge Rektor, Erinnerungen an Agnetheln 1896–1903, Heilbronn, 1986 (posthum von der HOG Agnetheln publiziert)